# Châtelet (métro de Paris)
Pour les articles homonymes, voir Châtelet.
Châtelet est une station des lignes 1, 4, 7, 11 et 14 du métro de Paris, située à cheval sur les 1er et 4e arrondissements de Paris.
Avec République, elle est une des deux seules stations du réseau à être desservie par cinq lignes de métro distinctes. Du fait de sa position en plein cœur de la capitale, elle constitue le centre névralgique du métro parisien et fait partie d'un pôle d'échanges plus global intégrant la gare de Châtelet - Les Halles ainsi que la station de métro Les Halles.

## Situation

Agencement souterrain des différentes lignes de métro et RER de Châtelet - Les Halles.

La station est implantée au centre de Paris, à la limite administrative entre le quartier Saint-Germain-l'Auxerrois à l'ouest, le quartier des Halles au nord, le quartier Saint-Merri à l'est ainsi que le quartier Notre-Dame au sud. Elle comprend deux parties reliées entre elles par un long couloir équipé de deux tapis roulants.
Ces derniers desservent sous la place du Châtelet :
- la ligne 7 sous le quai de Gesvres (entre Pont-Neuf et Pont Marie) ;
- la ligne 11 sous l'avenue Victoria (terminus précédent ou suivant la station Hôtel de Ville, selon le sens de circulation).

Plus au nord, ils desservent :
- la ligne 1 sous la rue de Rivoli (entre Louvre - Rivoli et Hôtel de Ville) ;
- la ligne 4 sous la rue des Halles (entre Les Halles et Cité) ;
- la ligne 14 en diagonale entre ces deux précédentes rues, en parallèle à la ligne 4 (entre les stations Pyramides et Gare de Lyon).

La station est reliée, depuis la partie nord, par un autre couloir comprenant trois trottoirs roulants, à la gare RER de Châtelet - Les Halles (desservie par les lignes A, B et D) et, par l'intermédiaire de celle-ci, à la station de métro Les Halles de la ligne 4.
Il s'agit par ailleurs d'un des rares grands pôles de correspondance du réseau à ne disposer d'aucun raccordement de service entre les différentes lignes de métro qui s'y croisent.

## Histoire

### Mises en service
La station Châtelet proprement dite est ouverte le 6 août 1900, soit plus de deux semaines après la mise en service du premier tronçon de la ligne 1 entre Porte de Vincennes et Porte Maillot. Jusqu'à son achèvement, les rames de métro la traversaient sans y marquer l'arrêt.
Le 21 avril 1908, la station de la ligne 4 est ouverte avec l'inauguration de son premier tronçon sur la rive droite de la Seine, dont elle constitue provisoirement le terminus sud depuis Porte de Clignancourt jusqu'au 9 janvier 1910, date d'achèvement de la double traversée sous-fluviale, permettant aux rames de poursuivre à travers la rive gauche du fleuve jusqu'à Porte d'Orléans.
La station de cette ligne retrouve cependant son rôle de terminus le matin du 24 janvier 1910 en raison d'importantes infiltrations d'eau à la traversée de la Seine, en lien avec la crue de 1910 qui entraîne une première interruption du trafic jusqu'à Vavin. Si le service est néanmoins repris dans la journée. il est à nouveau interrompu dans l'après-midi compte tenu de l'aggravation des infiltrations. La station se retrouve entièrement noyée le 26 janvier suivant, et n'est rouverte au public que le 6 avril de la même année après réparation des nombreux dégâts causés à l'infrastructure de la ligne.
Le 16 avril 1926, la station de la ligne 7 est ouverte avec la mise en service de son prolongement depuis Palais Royal (aujourd'hui Palais Royal - Musée du Louvre) jusqu'à Pont Marie. Initialement conçue en tant que station indépendante sous le nom de Pont Notre-Dame, elle devient Pont Notre-Dame - Pont au Change le 1er novembre de la même année. Les lignes 4 et 7 se croisent alors sans correspondance. Le 15 avril 1934, elle est reliée aux stations des lignes 1 et 4 par la création d'un long couloir de correspondance. À cette occasion, elle reprend leur dénomination de Châtelet, le toponyme de Pont au Change subsistant toutefois en sous-titre entre parenthèses sur la faïence des quais.
Cette fusion est motivée par la construction de la ligne 11 qui est effective le 28 avril 1935. La station de cette dernière est inaugurée en tant que terminus occidental de son premier tronçon, depuis Porte des Lilas, et conserve aujourd'hui ce rôle. Elle porte comme sous-titre Avenue Victoria jusqu'en 2018.
Le 9 décembre 1977, la station est mise en correspondance avec la nouvelle gare de Châtelet - Les Halles sur les lignes A et B du RER (rejointes par la ligne D le 27 septembre 1987), elle-même reliée à la station Les Halles de la ligne 4 qui, en parallèle, est reconstruite à l'est de son emplacement initial (situé sous la rue Baltard) afin de permettre des relations piétonnes rapides avec les quais du RER.
Enfin, le 15 octobre 1998, la station de la ligne 14 est ouverte à son tour à l'occasion de l'inauguration de son premier tronçon entre Madeleine et Bibliothèque François-Mitterrand. Depuis cette date, la station est la seconde du réseau à détenir le record du plus grand nombre de lignes de métro en correspondance, soit cinq au total, à égalité avec République (desservie par les lignes 3, 5, 8, 9 et 11).

### Origine des noms
La station tire sa dénomination principale de sa proximité avec la place du Châtelet, laquelle est aménagée à l'emplacement du Grand Châtelet, ancienne forteresse qui servit de prison et de tribunal sous l'Ancien Régime, avant d'être démolie en 1802. Dans le langage courant, le nom de Châtelet est aujourd'hui utilisé pour désigner non seulement la place éponyme (simplifiant son odonymie), mais également la gare RER de Châtelet - Les Halles, pourtant située plus d'une centaine de mètres au nord, voire l'ensemble de l'hypercentre de Paris.
La station de la ligne 7, établie près de la Seine sous le quai de Gesvres, doit son nom initial de Pont Notre-Dame et son sous-titre actuel de Pont au Change à sa proximité avec les ouvrages d'art en question, le pont Notre-Dame tenant son nom du voisinage de la cathédrale Notre-Dame et le pont au Change faisant référence aux changeurs et orfèvres qui s'établirent sur ce dernier.
Le sous-titre d’Avenue Victoria, attribué dès l'origine au terminus de la ligne 11 avant de disparaître en 2018, provient quant à lui de l'implantation de ses quais sous l'avenue Victoria, laquelle rend hommage à la reine Victoria du Royaume-Uni (1819-1901).

### Modernisations
De mai 1963 à décembre 1964, comme la majorité des stations de la ligne 1 en parallèle de sa conversion au roulement pneumatique, ses quais sont rallongés de 75 à 90 mètres afin de permettre l'accueil de nouvelles rames MP 59, dotées de six voitures contre cinq pour l'ancien matériel Sprague-Thomson, pour faire face aux importantes surcharges chroniques apparues depuis la Seconde Guerre mondiale.
Le 21 octobre 1964, la station est la première à être dotée de trottoirs roulants, d'une longueur de 132 mètres, dans le couloir reliant ses parties nord et sud afin de diminuer les temps de correspondance dus à leur relatif éloignement géographique.
Comme l'essentiel des stations de la ligne 4 entre octobre 1966 et octobre 1967, les quais de cette dernière sont allongés à leur tour de 75 à 90 mètres en parallèle de sa pneumatisation, afin de recevoir des rames MP 59 de six voitures destinées à augmenter le débit de cette ligne.
À l'occasion de l'ouverture le 9 décembre 1977 de la gare de Châtelet - Les Halles et du couloir de correspondance la reliant à cette dernière, la station est partiellement modernisée avec la pose de petits carreaux en céramique plats fins, alternant entre la teinte ocre et le blanc, sur les piédroits des couloirs de correspondance de sa partie nord, en remplacement du carrelage blanc biseauté d'origine alors considéré comme démodé. La même année, une fresque de l'artiste français Hervé Mathieu-Bachelot, intitulée En rouge et en blanc, est installée sur un mur non loin des principaux accès à la ligne 4 et de la sortie no 10 « Place Sainte-Opportune ». En 1985, le couloir reliant les parties nord et sud de la station reçoit également deux mosaïques identiques de ce même artiste qui se font face : Obliques enrubannées (œuvre réalisée avec André Ropion).
Comme un tiers des stations du réseau entre 1974 et 1984, l'ensemble des points d'arrêt sont aménagés en style « Andreu-Motte », en jaune pour la ligne 1, en rouge sur la ligne 4, en vert pour la ligne 7 et en bleu sur la ligne 11. Ces aménagements sont mariés avec des carreaux en céramique blancs plats sur les lignes 1 et 4, tandis que la faïence blanche biseautée d'origine est conservée sur la ligne 7 et renouvelée sur la ligne 11 ; ceci entraîne sur les quais de cette dernière la disparition des faïences dans le style d'entre-deux-guerres de la CMP d'origine, décoration caractérisée par ses cadres publicitaires en faïence de couleur miel ainsi que le nom de la station incorporé dans la céramique des piédroits. Le point d'arrêt de cette même ligne est néanmoins le premier à se voir retirer ses banquettes en carrelage bleu plat dès les années 2000, sur le quai d'embarquement.
Dans le cadre de l'automatisation de la ligne 1, les quais de la ligne précitée sont rénovés en 2009, perdant alors leur décoration « Motte » jaune, et rehaussés au cours du week-end des 7 et 8 mars 2009 afin de recevoir des portes palières, lesquelles sont installées en novembre 2010.
Du 16 avril 2013 au 25 février 2016, les couloirs assurant la correspondance entre les lignes 4 et 14, devenus trop exigus et congestionnés, sont élargis et doublés pour chacun d'un escalier mécanique montant. Les trémies d'escaliers fixes empiétant sur les quais de la ligne 4 sont alors supprimées au profit d'une large ouverture au milieu de chaque piédroit, tandis que le vaste couloir sur lequel ils débouchent en contrebas est remanié et décoré dans le même style que la gare du RER à laquelle il donne accès, avec des parements de verre opaque sur les murs (du même format que les traditionnels carreaux en céramique blancs biseautés dont ils reprennent la disposition en quinconce) et du carrelage gris anthracite au sol.
À partir de 2014 jusqu'au 15 février 2016, l'ensemble des couloirs, hormis ceux donnant accès à la ligne 14, sont modernisés dans le cadre du programme « Un métro + beau » de la RATP. Afin de faciliter l'orientation des voyageurs, la station est depuis lors divisée en deux secteurs distincts dénommés secteur Rivoli (regroupant les lignes 1, 4 et 14) et secteur Seine (où se trouvent les lignes 7 et 11). Chacun se distingue par un code couleur assorti d'un symbole également représenté en relief sur les frises en céramique au-dessus du carrelage blanc biseauté : celles du premier, de couleur bronze, possèdent des motifs suggérant les alignements d'immeubles de la rue de Rivoli, tandis que celles du second, de couleur bleu azur, sont ornées de vagues rappelant la Seine. En outre, la gare du RER et la station voisine Les Halles sont également désignées sous la mention secteur Forum, dont le pictogramme associé, de couleur dorée, évoque la Canopée des Halles. Par la suite, les noms des deux premiers secteurs seront progressivement rajoutés dans un encart coloré sur la gauche des panneaux nominatifs des quais, en commençant par la ligne 11 en 2018 puis la ligne 1 en 2019.
Dans certains couloirs, les carreaux en céramique blancs biseautés ont pour la première fois des dimensions mesurant le double de celles du format classique, de façon similaire aux carreaux de la station Porte d'Orléans sur la ligne 4, et qui seront par la suite déployés aux stations Maisons-Alfort - Les Juilliottes sur la ligne 8 (en 2016) et  Basilique de Saint-Denis sur la ligne 13 (en 2018). En outre, le couloir de liaison avec la gare du RER a dorénavant la particularité d'être équipé de bandeaux d'éclairage blancs et arrondis dans le style « Gaudin » du renouveau du métro des années 2000 (sans vasques de protection cependant), modèle que l'on ne retrouve habituellement que sur les quais de la majorité des stations rénovées. Par ailleurs, les travaux de modernisation ont également entraîné le retrait du carrelage bleu plat typique du style « Motte » qui recouvrait les débouchés des couloirs d'accès au terminus de la ligne 11, en haut des principaux escaliers de sortie des quais, remplacé par du carrelage blanc biseauté classique.
La rénovation du vaste couloir de correspondance reliant le secteur Rivoli au secteur Seine est achevée plus tardivement, début 2017. Elle comprend notamment le remplacement intégral des trottoirs roulants, dorénavant raccourcis côté sud et dotés de garde-corps vitrés moins consommateurs d'espace, ainsi que la mise en place de panneaux muraux destinés à recevoir des fresques événementielles et d'un dispositif d'éclairage spécifique, dont la teinte jongle entre le blanc froid, le blanc chaud et la couleur ambre afin de simuler des variations de lumière naturelle. Le sol perd son revêtement en asphalte au profit d'un carrelage gris perle de grand format (déposé et reposé à l'identique durant l'automne 2023), tandis que la double mosaïque des piédroits n'est dorénavant plus visible, se trouvant simplement dissimulée derrière le carrossage publicitaire sans pour autant être détruite.
Dans le cadre de l'automatisation de la ligne 4, son point d'arrêt, en cours de modernisation depuis le second semestre 2016, perd alors son style « Motte » rouge à son tour. Ses quais, de même que ceux de la ligne 1 en 2009, ont été rehaussés du 27 novembre 2017 au 30 mars 2018 afin de recevoir des portes palières, dont la pose s'est déroulée de novembre à décembre 2020. La pose des nouvelles faïences murales est interrompue depuis la même année en raison d'un litige avec l'entreprise de chantier, de même que celle du carrelage anthracite au sol quasiment achevée en 2021.
Dans le cadre du prolongement de la ligne 11 jusqu'à Rosny - Bois-Perrier, son terminus subit d'importants travaux nécessitant sa fermeture au public du 15 mars au 30 décembre 2019, période durant laquelle le terminus occidental de la ligne est reporté à la station voisine Hôtel de Ville (alors dotée d'un appareil de voie provisoire afin d'assurer le retournement des rames). Les quais sont rehaussés, consolidés et carrelés, les voies et la signalisation renouvelées (entraînant le comblement des fosses des voies d'embarquement) et les escaliers de correspondance doublés d'un nouveau couloir, ouvert au public le 29 octobre 2021. La voie centrale du tiroir de retournement est allongée sous la cave du restaurant Terminus Châtelet, alors réquisitionnée par la RATP le temps de l'opération, afin de permettre l'accueil du nouveau matériel MP 14, doté de cinq voitures contre quatre pour le MP 59.
Dans le courant du premier semestre 2019, sur les quais de la ligne 7, les banquettes maçonnées de style « Motte » en carrelage vert sont retirées ainsi que les sièges « coque » caractéristiques dont elles étaient surmontées jusqu'alors, au profit d'assises contemporaines installées l'été suivant.
En octobre 2023, une fresque de street art éphémère est réalisée par les artistes Yann l’Outsider, Julien Colombier, Arnaud Liard et Pastel — en collaboration avec la maison de production Quai 36 — sur les piédroits de la ligne 4 en attendant la reprise des travaux de rénovation des quais.

### Fréquentation
Nombre de voyageurs entrés à cette  station :
| Année                      | 2013       | 2014       | 2015       | 2016       | 2017       | 2018       | 2019       | 2020      | 2021      |
| -------------------------- | ---------- | ---------- | ---------- | ---------- | ---------- | ---------- | ---------- | --------- | --------- |
| Nombre de voyageurs par an | 13 929 657 | 12 502 708 | 13 391 819 | 13 466 536 | 12 829 472 | 12 505 675 | 10 766 712 | 6 030 558 | 8 350 794 |
| Rang                       | 10e        | 12e        | 11e        | 10e        | 11e        | 11e        | 12e        | 11e       | 10e       |
| Nombre de stations         | 302        | 302        | 302        | 302        | 302        | 302        | 302        | 304       | 304       |

## Services aux voyageurs

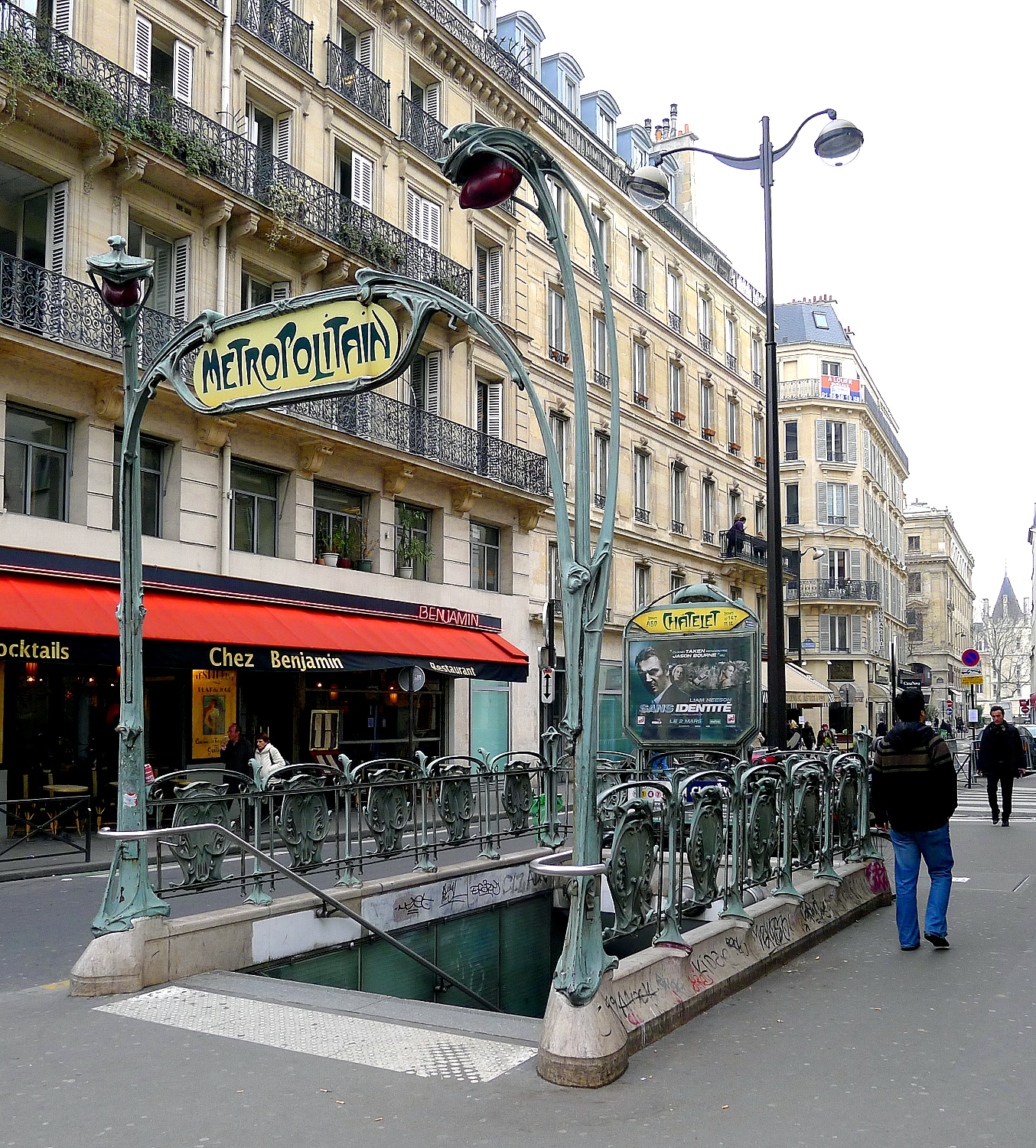
Accès n°7 dans la rue des Lavandières-Sainte-Opportune.

### Accès
La station possède plusieurs bouches de métro, 19 accès numérotés, répartis sur 3 secteurs (Forum des Halles, Rivoli et Seine) :
Secteur Forum des Halles
Ces accès sont communs avec la gare de Châtelet - Les Halles ainsi que la station de métro Les Halles.
- Accès no 1 « Porte Marguerite de Navarre » : équipé d'un ascenseur face au 12 ou 33, rue de la Ferronnerie 48° 51′ 37″ N, 2° 20′ 48″ E
- Accès no 2 « Forum Porte Berger »
- Accès no 3 « Forum Porte Lescot »  Centre G. Pompidou 48° 51′ 42″ N, 2° 20′ 52″ E
- Accès no 4 « Forum Porte Rambuteau »
- Accès no 5 « Forum Porte Sainte Eustache »
- Accès no 6 « Forum Porte du Pont Neuf »
- Accès no 7 « Forum Porte du Jour »
- Accès no 8 « Forum Porte du Louvre »
- Accès no 9 « Rue Montorgueil »

Secteur Rivoli
- Accès no 10 « place Sainte-Opportune » : 8, place Sainte-Opportune 48° 51′ 34″ N, 2° 20′ 49″ E
- Accès no 11 « rue de Rivoli » : 112, rue de Rivoli 48° 51′ 33″ N, 2° 20′ 46″ E
- Accès no 12 « rue Bertin-Poirée » : 20, rue Bertin Poirée 48° 51′ 34″ N, 2° 20′ 42″ E
- Accès no 13 « rue des Lavandières » : un escalier au 19, rue des Lavandières 48° 51′ 32″ N, 2° 20′ 46″ E
- Accès no 14 « rue Saint-Denis » : 5, rue Saint-Denis 48° 51′ 31″ N, 2° 20′ 50″ E

Secteur Seine
- Accès no 15 « théâtre du Châtelet » : 17, avenue Victoria 48° 51′ 28″ N, 2° 20′ 49″ E
- Accès no 16 « place du Châtelet » : un escalier, place du Châtelet 48° 51′ 28″ N, 2° 20′ 51″ E
- Accès no 17 « théâtre de la Ville » : 15, avenue Victoria 48° 51′ 27″ N, 2° 20′ 53″ E
- Accès no 18 « avenue Victoria » : 9, avenue Victoria 48° 51′ 26″ N, 2° 20′ 58″ E
- Accès no 19 « rue Saint-Martin » : 13, avenue Victoria 48° 51′ 26″ N, 2° 20′ 56″ E

### Quais

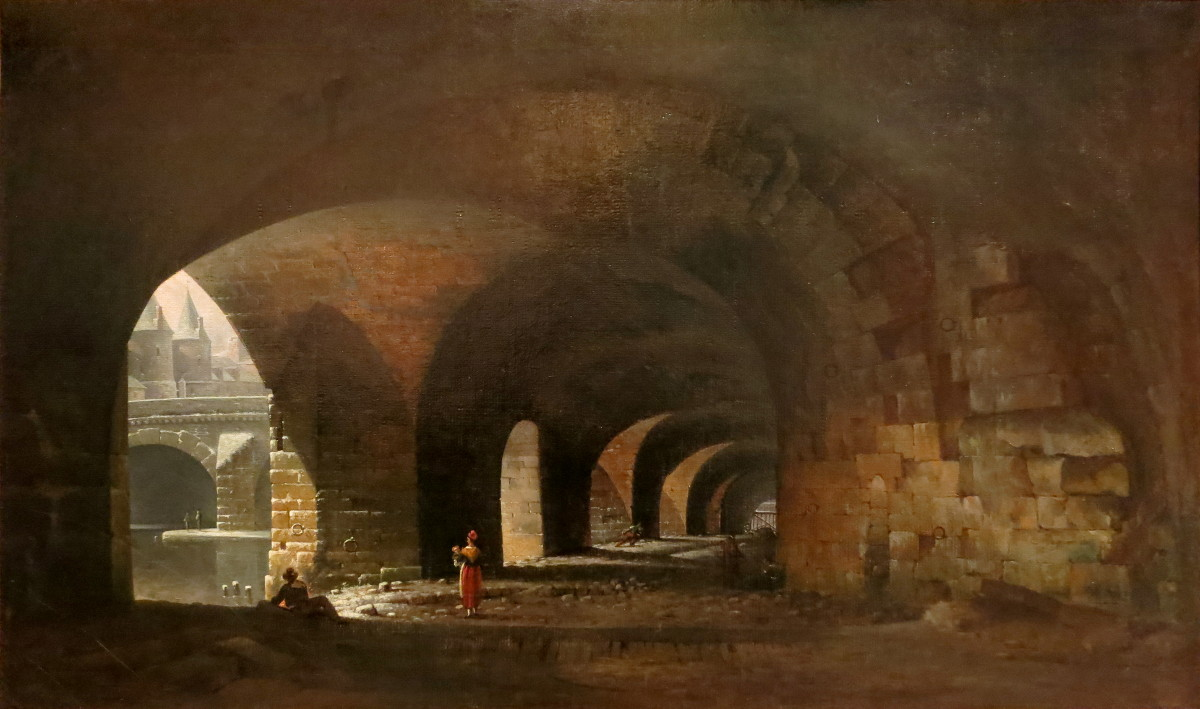
La voûte des cagnards sous le quai de Gesvres, peinte par Auguste Regnier en 1815.

Toutes les lignes à l'exception de la ligne 11 possèdent des stations de configuration standard, à deux quais encadrant deux voies sous une voûte elliptique.
Les quais de la ligne 1 (celui vers La Défense est situé au-dessus de la ligne 14) sont décorés de carreaux blancs et plats en céramiques qui recouvrent la voûte et le tympan. L'éclairage est de type « Gaudin » typique du renouveau du métro des années 2000 et les quais sont équipés de portes palières. Les cadres publicitaires sont métalliques et les piédroits sont équipés de panneaux en bois couronnés par le nom de la station retro-éclairé écrit en police Parisine. Les sièges sont du type Akiko de couleur bordeaux.
Les quais de la ligne 4 sont décorés dans le style « Andreu-Motte » de couleur rouge avec des carreaux plats des années 1970 jusqu'en 2018. Dans le cadre de l'automatisation de la ligne, après des travaux menés depuis 2019, des portes palières sont installées en novembre-décembre 2020, le style Andreu-Motte ayant été entièrement déposé. Les sièges sont du type Akiko de couleur beige.

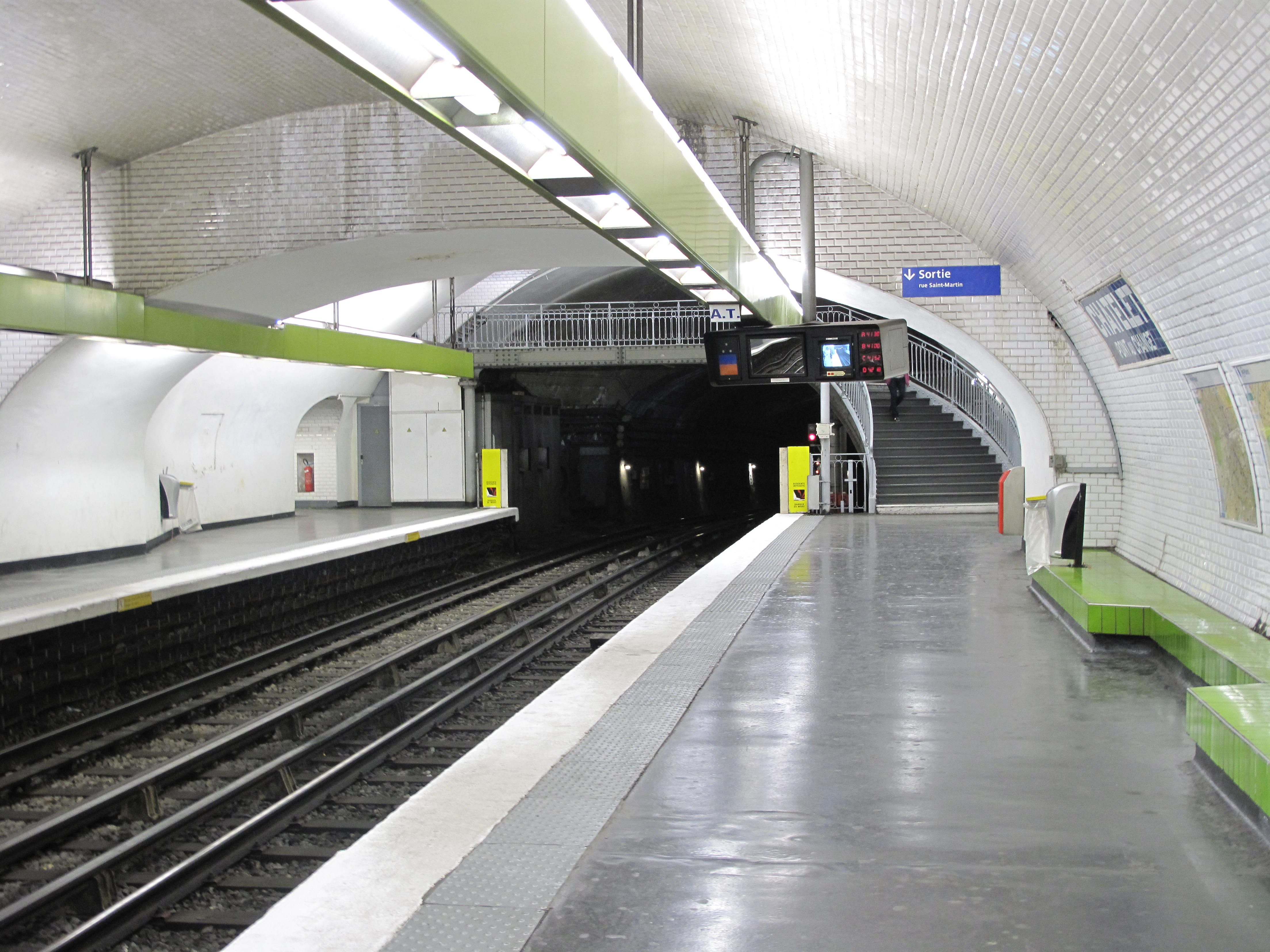
La passerelle intégrée à l'extrémité est de la station de la ligne 7.

Les quais de la ligne 7 (le quai vers Ivry/Villejuif est situé sous la Seine) sont décorés dans le style « Andreu-Motte » de couleur vert pomme, associé à la décoration d'origine de la Compagnie du chemin de fer métropolitain de Paris (CMP), caractérisée par des carreaux blancs biseautés et des cadres publicitaires en faïence couleur miel. Le nom de la station est complété de son ancienne appellation, (Pont au Change), également écrit en faïence. À l'extrémité est de la station, la voûte, inhabituellement haute, offre la place à une passerelle enjambant les voies. En 1642, Louis XIII avait cédé un terrain au marquis de Gesvres et avait exigé qu'il établisse, sous le quai qui porte aujourd'hui son nom, une galerie composée d'arcades donnant sur la Seine. Surnommées « cagnards », ces voûtes insalubres devinrent rapidement un repaire pour les malfrats de la capitale. Après avoir été condamnées au XIXe siècle, elles furent remises au jour en 1921 lors de la construction du métro. À la demande de la Commission du Vieux Paris, l'ouvrage fut préservé et intégré à la station, ce qui explique cette configuration inhabituelle,.
La station de la ligne 11 est particulière : elle possède deux quais encadrant deux voies ainsi qu'une troisième voie côté sud, du fait de son rôle de terminus. Les tunnels des lignes 4 et 14 passent en dessous de ses voies de garage. Elle est décorée dans le style « Andreu-Motte » de couleur bleue. Le nom de la station est indiqué sur des plaques émaillées. En 2018, celles-ci ont été renouvelées passant d'une police de caractère en lettres capitales à la police Parisine, mais en perdant l'ancien sous-titre Avenue Victoria.
La station de la ligne 14 (le quai côté Aéroport d'Orly se situant sous la ligne 1) possède les aménagements propres à cette ligne avec une décoration sobre et moderne mêlant le bois et le béton. Elle possède une voûte monumentale et les quais sont équipés de portes palières.

Galerie de photographies
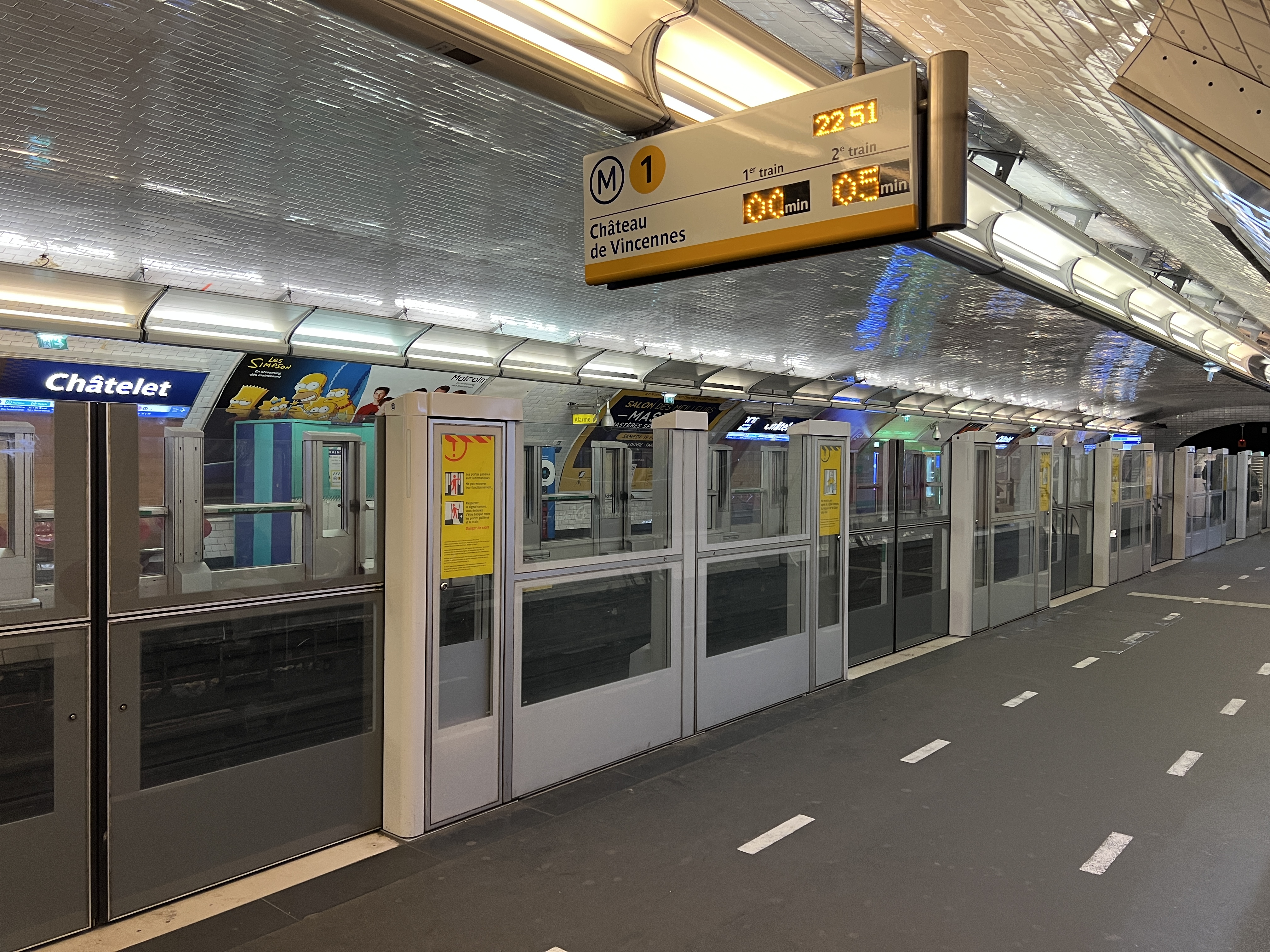
Quais de la ligne 1.
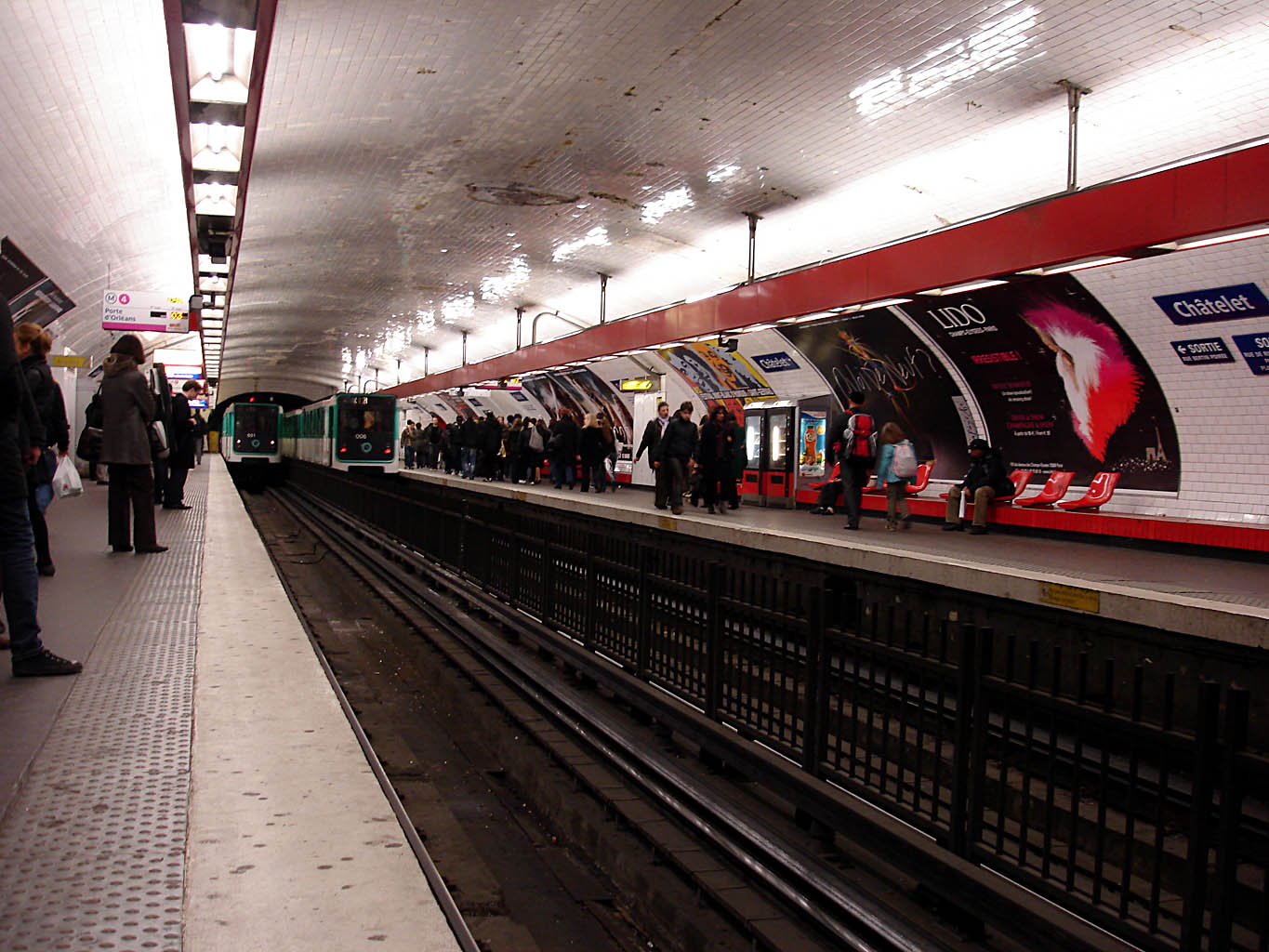
Quais de la ligne 4 en 2008.
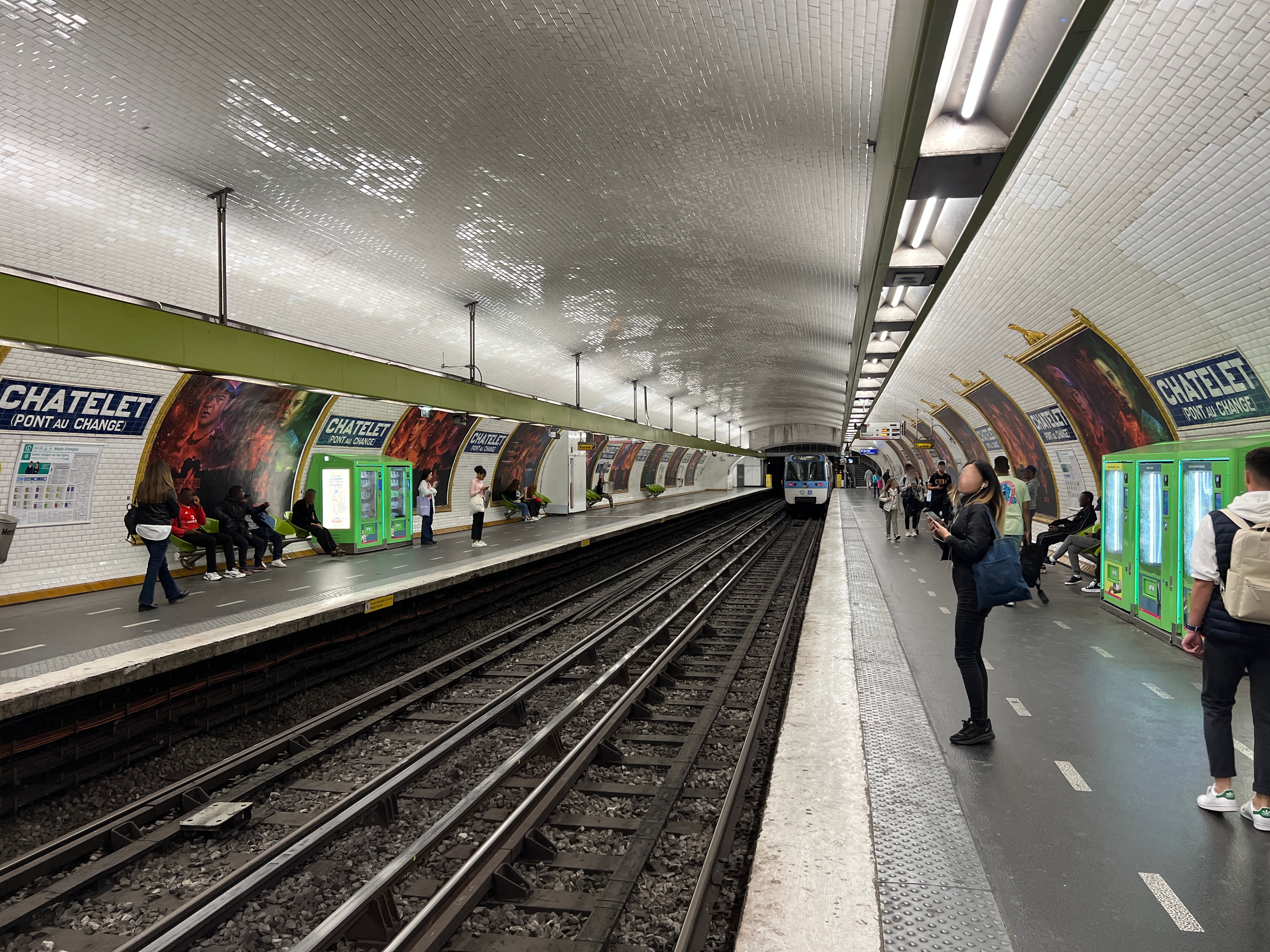
Quais de la ligne 7.
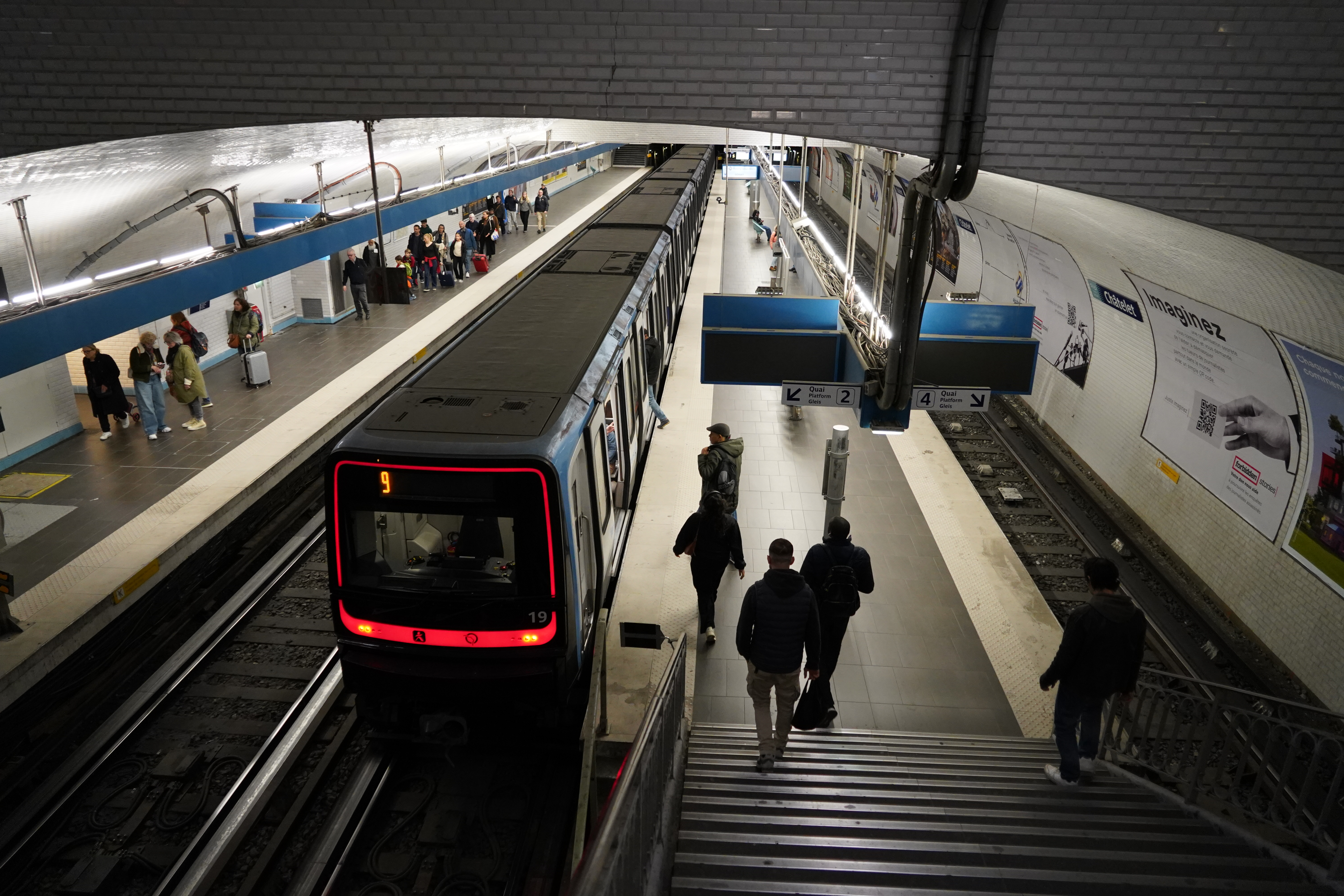
Quais de la ligne 11.
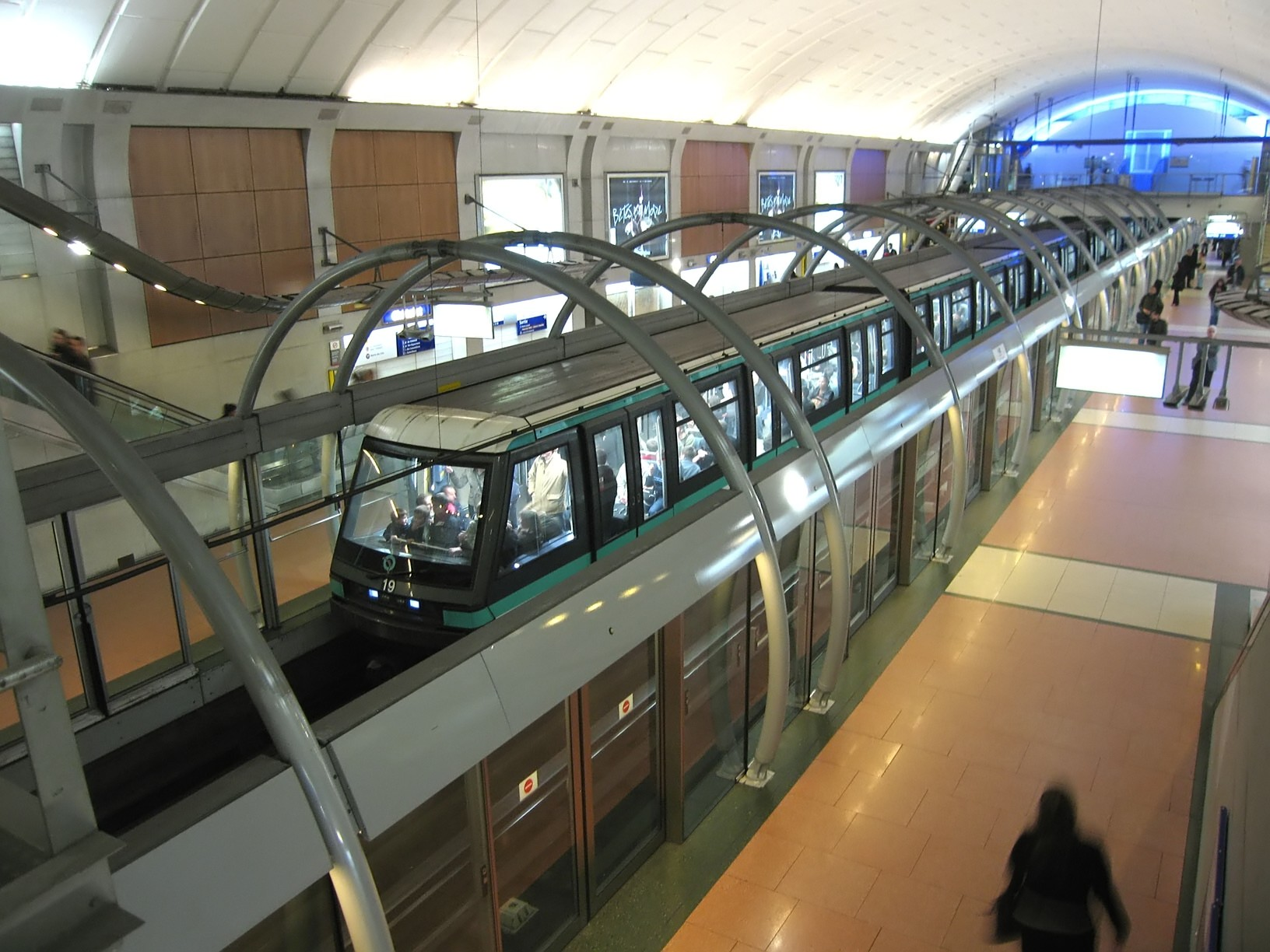
Quais de la ligne 14.

### Intermodalité
La station est desservie par les lignes 21, 38, 47, 58, 67, 69, 70, 72, 74, 75, 76, 85 et 96 du réseau de bus RATP et, la nuit, par les lignes N11, N12, N13, N14, N15, N16, N21, N22, N23, N24, N122 et N123 du réseau de bus Noctilien.
La station est également en correspondance, depuis le 9 décembre 1977, avec les lignes A et B du RER, ainsi qu'avec la ligne D depuis le 27 septembre 1987, à la gare de Châtelet - Les Halles. Cette correspondance ne figure cependant pas sur les plans à bord des rames de la ligne 4 (seule la liaison avec les autres lignes de métro étant indiquée), car il est possible de rejoindre cette gare directement depuis la station Les Halles, laquelle se trouve ainsi en correspondance indirecte avec la station Châtelet par l'intermédiaire de la gare précitée.

## À proximité
- La section centrale de la rue de Rivoli, bordée de nombreuses enseignes de mode.
- La place du Châtelet et la fontaine du Palmier en son milieu.
- Le théâtre du Châtelet.
- Le square de la Tour-Saint-Jacques et la tour éponyme en son centre.
- La fontaine des Innocents sur la place Joachim-du-Bellay.
- Le siège social de Louis Vuitton.

## Culture
Le nom de la station de métro se retrouve dans l'album Métro Châtelet direction Cassiopée de la série de bande dessinée Valérian et Laureline.
Dans le film Le Samouraï (1967) de Jean-Pierre Melville, Alain Delon sème une policière à la station Châtelet, au trottoir roulant. Dans le film Diva (1981) de Jean-Jacques Beineix, Frédéric Andréi fait une course-poursuite au même endroit.
La station est évoquée dans la chanson Ce Petit Blouson En Daim du groupe Stupeflip, issue de leur album The Hypnoflip Invasion paru en 2011.
Dans l'épisode 53 de la série Bref. l'acteur Lorànt Deutsch fait un caméo dans son propre rôle. Alors que « Je » lui raconte avoir eu des problèmes dans les transports à la station Châtelet, celui-ci l'interrompt pour lui expliquer l'étymologie du nom de la station. Cela constitue une référence humoristique à son livre Métronome, qui relate des anecdotes sur l'histoire de Paris à partir des stations de métro.